# La Isla Bonita
"La Isla Bonita" je peti i konačni singl američke pjevačice Madonne s trećeg studijskog albuma True Blue. Pjesma je kao singl izdana 25. veljače 1987. pod Sire Recordsom. Iako izvorno napisana za Michael Jacksona, na kraju je došla u ruke Madonne. Napravila je neke izmjene i pjesma je postala jedna od njenih najprepoznatljivijih. Pjesma je uključena na kompilacije najvećih hitova The Immaculate Collection (1990.) i Celebration (2009.).

## O pjesmi
Pjesmu je napisao Patrick Loenard, a kako ju je Michael Jackson odbio, Madonna je napravila neke izmjene i postala jedan od kompozitora pjesme. Ovo je bila prva Madonnina pjesma sa španjolskim utjecajem. Prema riječima same Madonne ova pjesma pjeva o lijepom otoku i lijepim latino ljudima. Španjolske teme se kasnije u njenoj karijeri protežu kroz još mnogo pjesama ("Who's That Girl", "Spanish Eyes", "I'm Going Bananas", "Veras", "Be Careful", "Sorry", "Lo Que Sinete La Mujer" i "Spanish Lesson").
Ovo je najizvođenija pjesma na Madonninim turnejama, pa se tako našla na popisu izvođenih pjesma na 5 od ukupno 8 turneja. Tako se našla na Who's That Girl Tour 1987., Girlie Show Tour 1993., Drowned World Tour 2001., Confessions Tour 2006. i Sticky & Sweet Tour 2008./2009. Pjesmu je izvela i na dobrotvornom koncertu Live Earth u Londonu 2007.

## Uspjeh pjesme
"La Isla Bonita" je debitirala na 56. mjestu Billboardove Hot 100 ljestvice, a uspela se najviše na 4. mjesto. Ovo je bio drugi broj 1 Madonne na Adult Contemporary Chart (poslije "Live to Tell"). Ovo je bio i 11 uzastopni Top 5 singl (a bolji od nje su bili jedino The Beatlesi i Elvis Presley). Pjesma je bila na 1. mjestu Hot Dance Singles Sales. 
Pjesma je bila veliki svjetski hit, s 1. pozicijom u raznim zemljama. U Kanadi je pjesma debitirala na 74. mjestu, dosegla 1. mjesto a na ljestvici provela 25 tjedana. U UK-u je pjesma provela 2 tjedna na 1. mjestu i zaradila srebrnu certifikaciju (250.000 prodanih primjeraka). Ovo je bio prvi Madonnin singl koji je bio na 1. mjestu u Francuskoj i to 3 tjedna. U Europi je ovo bio njezin četvrti broj 1. Na 1. mjesto se singl probio i u Švicarskoj, Belgiji i Austriji dok se u Top 5 našla u Irskoj, Italiji, Nizozemskoj, Norveškoj i Švedskoj.

## Popis formata i pjesama
- 7" Singl

1. La Isla Bonita (Remix) – 3:58
2. La Isla Bonita (Instrumental Edit) – 4:20

- 12" Maxi-Singl

1. La Isla Bonita (Extended Remix) – 5:20
2. La Isla Bonita (Instrumental) – 5:14

## Na ljestvicama
| Ljestvica (1987.)      | Pozicija |
| ---------------------- | -------- |
| Australija             | 6        |
| Austrija               | 1        |
| Belgija                | 3        |
| Europa                 | 1        |
| Francuska              | 1        |
| Irska                  | 2        |
| Italija                | 17       |
| Japan                  | 5        |
| Kanada                 | 1        |
| Nizozemska             | 2        |
| Norveška               | 5        |
| Njemačka               | 1        |
| Švedska                | 3        |
| Švicarska              | 1        |
| Ujedinjeno Kraljevstvo | 1        |
| U.S. Billboard Hot 100 | 4        |

## Certifikacije
| Država   | Certifikacija | Prodano  |
| -------- | ------------- | -------- |
| Njemačka | zlatna        | 250,000+ |